# Гампринер-Зеле
Гампринер-Зеле (нем. Gampriner Seele) — озеро в Лихтенштейне. Образовалось в результате эрозии при наводенении во время разлива Рейна в 1927 году. Расположено у деревни Бендерн в муниципалитете Гамприн на высоте 435 метров над уровнем моря.
Гампринер-Зеле окружено густой растительностью: произрастают тростник, живые изгороди и деревья. После очистки воды её качество стабилизировалось на уровне класса B. По трубопроводу обеспечивается пресной водой, поставляющей в озеро кислород.